# Oxalobacter formigenes
Oxalobacter formigenes ist ein Oxalat-abbauendes anaerobes Bakterium, welches kolonisiert im Dickdarm zahlreicher Wirbeltiere einschließlich des Menschen vorkommt.  O. formigenes lebt in einer Symbiose mit dem Menschen.
Chinolon, ein Breitspektrumantibiotikum, tötet O. formigenes im Gastrointestinaltrakt ab. Wenn bei einer Person dieses Bakterium fehlt, fehlt die primäre Quelle für das Enzym Oxalyl-CoA-Decarboxylase, welches Calciumoxalat abbaut. Ein solcher Mangel kann die Bildung von calciumoxalathaltigen Nierensteinen begünstigen.